# 三星Galaxy A11
三星Galaxy A11是三星电子在2020年5月推出的Galaxy A系列入门级Android智能手机，为Galaxy A10的后继产品。

## 设计
三星Galaxy A11的尺寸为161.4 x 76.3 x 8 毫米，重量为177 克，有黑色，白色，红色和蓝色可选。
手机背面有一个指纹扫描仪，相机的位置在其左上方。
该机的前置摄像头位于正面左上角；物理按钮都位于右侧边框。

## 参数

### 硬件
本机采用6.4 英寸的TFT显示屏，分辨率为1560x720（HD +）。其SoC为Snapdragon 450 ，内置存储空间为32 GB（可使用microSD卡扩展到512 GB，最大总容量544 GB），RAM为2或3 GB。
电池容量为4000 mAh，支持15 W快速充电 。

#### 摄像头
本机搭载三个后置摄像头以及一个前置摄像头。
后置主摄像头像素数为13 MP，光圈f/1.8，焦距28 mm；后置广角摄像头像素数为5 MP，光圈f/2.2；后置深感摄像头像素数为2 MP，光圈f/2.4。 前置摄像头为像素数为8 MP。

### 软件
三星Galaxy A11采用Android 10操作系统以及One UI 2用户界面。